# Ораховац (община)
Община Ораховац (на сръбски: Општина Ораховац, на албански: Komuna e Rahovecit) е община в Дяковски окръг, Косово. Общата ѝ площ е 268 км2. Населението на общината е 56 414 души, по приблизителна оценка за 2019 г. Неин административен център е град Ораховац.